# Marina Gonçalves
Marina Sola Gonçalves (Caminha, 23 de abril de 1988) é uma política portuguesa. Atualmente, desempenha as funções de deputada à Assembleia da República, vice-presidente do grupo parlamentar e membro do secretariado nacional do partido socialista. Foi ministra da Habitação do XXIII Governo Constitucional de Portugal, liderado por António Costa. 

## Biografia
Marina Gonçalves nasceu em Caminha, a 23 de abril de 1988. Licenciou-se em Direito pela Faculdade de Direito da Universidade do Porto, sendo mestre em Direito Administrativo pela mesma instituição.
Exerceu a advocacia, inicialmente como advogada-estagiária e depois como advogada, até novembro de 2015, quando iniciou funções como assessora do gabinete de Pedro Nuno Santos, Secretário de Estado dos Assuntos Parlamentares.
Neste período, foi também assessora do Grupo Parlamentar do Partido Socialista.
Em novembro de 2015, foi nomeada assessora de Pedro Nuno Santos, então secretário de Estado dos Assuntos Parlamentares. Em março de 2018, passou a chefe de gabinete do mesmo secretário, permanecendo no cargo após a nomeação deste como ministro das Infraestruturas e Habitação, até outubro de 2019.
Entre outubro de 2019 e setembro de 2020 foi deputada pelo círculo eleitoral de Viana do Castelo, integrando, como efetiva, a Comissão de Trabalho e Segurança Social e a Comissão Eventual de Inquérito Parlamentar à Atuação do Estado na Atribuição de Apoios, após os incêndios de 2017, e, como suplente, a Comissão de Economia, Inovação, Obras Públicas e Habitação e a Comissão de Orçamento e Finanças. Foi também vice-presidente do Grupo Parlamentar do Partido Socialista, onde acompanhou as áreas da habitação, do trabalho e da segurança social.
Em 2020, no XXII Governo Constitucional, foi-lhe confiada por Pedro Nuno Santos a pasta da habitação como secretária de Estado, permanecendo no cargo após as eleições legislativas de janeiro de 2022.
A 2 de janeiro de 2023, foi nomeada ministra da Habitação do XXIII Governo Constitucional de Portugal, liderado por António Costa. A nomeação foi aceite pelo presidente Marcelo Rebelo de Sousa, sendo empossada no cargo a 4 de janeiro.